# HD 83953
HD 83953，又名BD-22 2684，SAO 177840、HR 3858，是一颗恒星，视星等为4.77，位于銀經256.29，銀緯21.6，其B1900.0坐标为赤經9h 36m 43.2s，赤緯-23° 21.6′ 12″。